# Glenhalvøya
Glenhalvøya is een schiereiland op het eiland Nordaustlandet, dat deel uitmaakt van de Noorse eilandengroep Spitsbergen. Het schiereiland ligt in Orvin Land.
Het schiereiland wordt aan de oostzijde begrensd door het fjord Finn Malmgrenfjorden en in het westen door het fjord Adlersparrefjorden. Een landtong van een halve kilometer breed scheidt de twee fjorden en verbindt het schiereiland met de rest van het eiland.
Het schiereiland is vernoemd naar Brits Arctisch ontdekkingsreiziger Alexander Richard Glen (1912-2004).